# Alpnachersee
Der Alpnachersee ist kein eigenständiger See, sondern ein Seitenarm des Vierwaldstättersees. Er liegt in den beiden Kantonen Nid- und Obwalden und ist etwa 4,8 km lang und 1,4 km breit. Die Südflanke des Pilatusmassivs grenzt an das Nordufer. Insbesondere schiebt sich der Lopper wie ein Riegel zwischen Alpnachersee und die Horwerbucht des Vierwaldstättersees. Das Südostufer steigt zumeist steil an zum Mueterschwanderberg (mit der unterirdischen Festung Mueterschwanderberg) bzw. zum Rotzberg mit der Burgruine Rotzberg.
Bei der Acheregg in Stansstad mündet der Alpnachersee in den Vierwaldstättersee. Dort überqueren Brücken für die Autobahn A2, die Kantonsstrasse 4 und die Luzern-Stans-Engelberg-Bahn die Engstelle über den See. An seinem südlichsten Zipfel liegt Alpnachstad, ein Ortsteil von Alpnach, etwas nordöstlich der Ortsteil Niederstad. Am Nordostufer liegt Rotzloch, eine Ortschaft der Gemeinde Ennetmoos.
Zuflüsse des Alpnacher Sees sind die Sarner Aa, die Kleine Schliere, beim Camping in Alpnachstad die Bäche Hüenerbach und Giessenbach und bei Niederstad die Bäche Widibach und Wolfortbach sowie bei Rotzloch der Mehlbach.
In den 1940er- und 1950er-Jahren liess der Migros-Gründer Gottlieb Duttweiler über 2700 Lebensmittelfässer im Alpnachersee versenken, die in den 1960er-Jahren allesamt geborgen wurden. 2024 wurde erstmals die gebietsfremde invasive Quaggamuschel entdeckt. Der Alpnachersee wird aufgrund seiner guten Windverhältnisse – vor allem um den Lopper – von Windsurfern und Wakeboardern benutzt.